# 中国国民党第二次全国代表大会
中国国民党第二次全国代表大会，1926年1月4日至19日在广州举行。这次会议是在孙中山去世之后举行的。

## 概況
汪精卫、蒋介石、李大钊、毛泽东、张国焘、周恩来均出席了这次会议。陈独秀留在上海没有参加。苏联顾问鲍罗廷对该会影响重大。
1925年9月29日，中國國民黨第二次全國代表大會重要議案委員會召開第一次會議；會議決定，宣傳問題議案由汪精衛、陳孚木、毛澤東負責起草；毛澤東開始參與中國國民黨「二大」之籌備工作:137。11月12日，中國國民黨中央執行委員會第119次會議，決定成立中國國民黨第二次全國代表大會代表資格審查委員會，推定譚平山、鄧澤如、林伯渠、林森、毛澤東5人為委員:140。12月31日，毛澤東出席中國國民黨中央執行委員會第131次會議，會議討論並決定中國國民黨第二次全國代表大會主席團名單、大會議程，以及各項政務報告人名單，推定毛澤東作宣傳工作報告:147。1月1日至19日，毛澤東以候補中央執行委員身分出席中国国民党第二次全国代表大会；到會代表256人，中國共產黨員占三分之一，中國國民黨左派占三分之一；大會通過黨務、政治、財政、軍事、宣傳、外交、工人、農民、婦女、青年、商人等決議案，選出新之中央執行委員、監察委員；大會決定繼續貫徹執行第一次全國代表大會確定之聯俄、聯共、扶助農工之政策，給參加西山會議之右派分子以黨紀制裁:150。

1月8日，毛澤東向大會作宣傳報告，報告總結兩年來在辦報、圖畫及口頭宣傳、重要事件宣傳等方面取得很大成績，為「打破北方及長江的反革命宣傳」，中央宣傳部創辦《政治周報》，每期發行達4萬份之多，報告稱群眾對改組後之中國國民黨之宣言和政綱有新認識，「反對帝國主義」、「開國民會議」、「廢除不平等條約」等口號已深入人心:150。1月9日，毛澤東同邵力子、陳其瑗、朱季恂、范鴻劼被大會主席團推選組成宣传報告審查委員會，對宣傳報告進行審查並提出決議草案:150。1月16日，毛澤東同汪精衛、陳孚木起草之《關於宣傳決議案》在中國國民黨第二次全國代表大會通過，決議案說：
一個政黨，只宣傳有利於群眾的理論和主義，斷不能使群眾與政黨在行動上採取一致的態度。所以抽象的宣傳，不能造成一個群眾的黨。唯有從事實上表示某黨對民眾的工作，才能造成一個群眾的黨。……要使民眾相信本黨確能為他們在實際上謀利益。……凡是贊同中國農民的解放運動的，就是忠實的革命黨員，不然就是反革命派。……宣傳部應當是本黨最活潑、最敏捷的機關……是匯集本黨精神勞力，運用本黨精神勞力，指導精神勞力，來實現本黨政策的總機關:152。

同日下午，中國國民黨第二次全國代表大會進行選舉，選舉結果，在36名中央執行委員中，有中國共產黨員譚平山、林伯渠、李大釗、于樹德、吳玉章、楊匏安、惲代英7名；24名候補中央執行委員中，有中國共產黨員毛澤東、許甦魂、夏曦、韓麟符、董必武、鄧穎超6名；12名中央監察委員中，有中國共產黨員高語罕1名:152。1月18日，在中國國民黨二大會議上，毛同丁君羊、侯紹裘等5位代表，受大會主席團指定，修改農民運動決議案；經過修改之《關於農民運動決議案》，1月19日被大會通過：
中國之國民革命，質言之即為農民革命。為要鞏固國民革命之基礎，亦唯有首在解放農民
:153。1月19日，毛澤東代表宣傳報告審查委員會向大會作審查報告，大會通過《宣傳報告決議案》，決議案同意毛1月8日所作《宣傳報告》:153-154。同日，毛澤東在大會討論中國國民黨黨務報告關於容納中國共產黨員加入中國國民黨之問題時，針對黃埔軍校代表袁同疇提出之限制中國共產黨活動之意見發言說：
共產黨員決不怕聲明自己是共產主義者……無論何黨，黨員出黨入黨應有絕對自由，實不必有若何的限制
經過中國共產黨人張國燾、毛澤東、高語罕、范鴻劼等堅決鬥爭，袁同疇收回自己意見；大會通過「承認先總理容納共產黨員加入本黨共同努力」之條文:154。1月19日，毛澤東在中國國民黨二大會議討論關于覃振、石瑛、茅祖權之處分問題時稱，應將原案要求覃振等三人於一個月內聲明脫離同志俱樂部之期限改為兩個月，大會通過毛澤東之修正案:154-155。
大会议决接受“总理遗嘱”和“一大”所定的政纲，重申了反帝反军阀的政治主张。大会宣言指出：中国之生路，“对外当打倒帝国主义”，“对内当打倒一切帝国主义之工具，首为军阀，次则官僚买办阶级土豪”。关于达到后者的“必要手段”，“一曰造成人民的军队，二曰造成廉洁的政府，三曰提倡保护国内新兴工业，四曰保障农工团体，扶助其发展”。大会议决继续执行联俄、容共、扶助农工的三大政策。
大会对西山会议首要分子邹鲁、谢持永远开除党籍；居正、石青阳因列名“国民党同志俱乐部”（由国民党老右派冯自由、马素等组织的右派团体）予以除名；对林森书面警告；对戴季陶也发出了“促其猛醒，不可再误”的警告。

## 委员
大会选出中央执行委员36人，其中中共党员7人。候补中央执行委员24人，其中中共党员也有7人。中共党员谭平山、林祖涵继续担任组织部长和农民部长，毛泽东为宣传部代理部长。当代历史学者发现有资料表明，外事部部长彭泽民也是中共党员。

### 中央執行委員（36人）
- 汪兆銘（1883-1944，廣東三水），中央常委，中央政治委員會主席，國民政府主席兼軍事委員會主席
- 蔣中正（1887-1975，浙江奉化），中央常委，第一軍軍長，東征軍總指揮，黃埔軍校校長
- 胡漢民（1879-1936，廣東番禺），國民政府常委兼外交部部長
- 譚延闓（1880-1930，湖南茶陵），國民政府常委軍委會常委，第三軍軍長
- 譚平山（1886-1956，廣東高明），中共黨員中央常委兼中央組織部部長
- 宋慶齡（1893-1981，海南文昌），中央婦女部部長
- 陳公博（1892-1946，廣東乳源），中央農民部部長
- 恩克巴圖（1888-1944，察哈爾），中央政治會議委員察哈爾黨部執委
- 于右任（1879-1964，陝西三原），中央政治會議北京分會委員兼善後會議委員
- 程潛（1882-1968，湖南醴陵），國民政府委員，第六軍軍長
- 朱培德（1889-1937，雲南祿豐），國民政府委員軍委會委員，雲南軍總指揮
- 徐謙（1871-1940，安徽歙縣），國民政府委員北京執行部主任
- 顧孟餘（1888-1972，浙江上虞），廣東大學校長
- 經亨頤（1877-1938，浙江鄞縣），省立第四中學校長
- 宋子文（1894-1971，海南文昌），財政部部長兼中央銀行行長
- 何香凝（1879-1972，廣東南海），中央婦女部部長
- 伍朝樞（1887-1934，廣東新會），國民政府委員司法委員會主席兼廣州市政委員會委員長
- 丁惟汾（1874-1954，山東日照），中央青年部部長
- 柏文蔚（1876-1947，安徽壽縣），第二軍軍長
- 戴傳賢（1891-1949，四川廣漢），國民政府委員，中央宣傳部部長
- 李濟深（1885-1959，廣西蒼梧），中央候補常委國民政府委員軍委會委員，黃埔軍校副校長
- 林祖涵（1886-1960，湖南臨澧），中共黨員第六軍副黨代表兼政治部主任
- 李大釗（1889-1927，河北樂亭），中共北方區委書記
- 於樹德（1894-1982，河北靜海），中共黨員
- 甘乃光（1897-1956，廣西岑溪），中央政治委員會委員，中央常委兼中央青年部部長
- 吳玉章（1878-1966，四川榮縣），中共黨員
- 陳友仁（1879-1944，廣東順德），中央政治委員會委員，民報總編輯
- 李烈鈞（1882-1946，江西武寧），國民軍總參議
- 王法勤（1870-1941，河北高陽）
- 楊匏安（1896-1931，廣東珠海），中共黨員，廣東省黨部常委兼組織部部長
- 惲代英（1895-1931，江蘇武進），中共黨員，上海市黨部主任委員兼組織部部長
- 彭澤民（1877-1956，廣東四會），中央黨部海外部部長國民政府委員
- 朱季恂（1888-1927，江蘇松江）
- 劉守中（1882-1941，陝西富平），中央政治委員會北平分會委員河南省政務廳廳長
- 蕭佛成（1862-1940，福建閩南），暹羅總支部部長
- 孫科（1891-1973，廣東中山），廣東省政府委員兼建設廳廳長廣州市市長

### 候補中央執行委員（24人）
- 白雲梯（1894-1980，內蒙古喀喇沁中旗），內蒙古執行委員會委員長
- 毛澤東（1893-1976，湖南湘潭），中共中央農委書記、國民黨中央宣傳部代理部長
- 許蘇魂（1896-1931，廣東潮安），中共黨員、國民黨中央海外部秘書兼中央海外總支部負責人
- 周啟剛(1887-1978，廣東南海)，中央海外部主任委員
- 夏曦（1901-1936，湖南益陽），中共黨員，湖南省黨部負責人
- 鄧演達（1895-1931，廣東惠陽），黃埔軍校教育長
- 韓麟符（1900-1934，山西榆次），中共黨員
- 路友於（1895-1927，山東諸城），中央政治委員會北京分會秘書主任
- 黃實（1885-?，雲南楚雄），第一軍參謀長
- 屈武（1898-1992，陝西渭南），中共秘密黨員，國民二軍參議
- 董用威（1886-1975，湖北黃州），中共黨員
- 鄧穎超（1904-1992，河南光山），中共廣東區委委員兼婦女部部長
- 王樂平（1884-1930，山東諸城），國民會議促進會常委
- 陳嘉佑（1881-1937，湖南湘陰），第二軍教導師師長
- 陳其瑗(1888-1968，廣東廣州），武漢黨部書記長
- 朱霽青（1882-1955，遼寧北鎮），組織國民革命軍東北軍總司令部
- 丁超五（1883-1967，福建邵武），北京政治分會顧問
- 何應欽（1889-1987，貴州興義），第一軍軍長
- 陳樹人（1883-1948，廣東番禺），國民政府秘書長
- 褚民誼（1884-1946，浙江吳興），廣東大學代理校長兼廣東醫學院院長
- 繆斌（1899-1946，江蘇無錫），第一軍第二師黨代表
- 吳鐵城（1888-1953，廣東香山），第十七軍某師師長
- 詹大悲（1887-1927，湖北蘄春），湖北省政府委員兼建設廳廳長
- 陳肇英（1888-1977，浙江浦江），虎門要塞司令

## 二届一中全会
1926年1月22日至25日，召开二届一中全会，选出新的中央领导机构。1月22日至1月25日，毛澤東出席中國國民黨第二屆中央執行委員會第一次全體會議，會議選舉中央執行委員會常務委員、監察委員會常務委員，核定政治委員會政治委員、中央各部部長名單，會議決定在廣州之中央執行委員及候補中央執行委員得出席中國國民黨中央常務委員會議，但無表決權，會議還決定派駐各地之執委和候補執委，有出席該地各級黨部會議、指導和執行黨務之權，必要時有召集該地最高黨部執行委員聯席會議及直接決定臨時緊急事宜之權，何香凝、戴季陶、毛澤東、鄧演達、鄧穎超等23人被派為駐廣東之中央執委和候補執委:155。
- 中央执行委员会常务委员：汪精卫、谭延闿、胡汉民、蒋介石、林伯渠、谭平山、杨匏安、陈公博、甘乃光
- 中央监察委员会常务委员：张静江、高语罕、邓泽如、古应芬、陈璧君
- 中央政治委员会委员：汪精卫、谭延闿、胡汉民、蒋介石、伍朝枢、孙科、谭平山、朱培德、宋子文
- 中央政治委员会候补委员：陈公博、甘乃光、林伯渠、邵力子
- 中央政治委员会北京分会委员：李大钊、徐谦、于右任、丁惟汾、于树德、王法勤、顧孟餘、陈友仁、刘守中、吴稚晖、李石曾
- 秘书处
  - 秘书：谭平山（共产党员）、林伯渠（共产党员）、杨匏安（共产党员）
  - 书记：刘伯垂（共产党员）
- 组织部部长：谭平山（兼任，共产党员）、秘书杨匏安（兼任，共产党员）
- 宣传部部长：汪精卫（毛泽东代理；共产党员）、秘书沈雁冰（共产党员）
- 青年部部长：甘乃光；秘书 黄日葵（共产党员）
- 工人部部长：胡汉民；秘书 冯菊坡（共产党员）
- 农民部部长：林伯渠（兼）（共产党员）、秘书 彭湃（共产党员）、罗绮园（共产党员）
- 外事部部长：彭泽民（共产党员）、秘书许甦魂（共产党员）
- 商业部部长：宋子文、秘书 黄乐裕（共产党员）
- 妇女部部长：何香凝、秘书 邓颖超（共产党员）

## 二届二中全会
1926年3月19日发生中山舰事件，国共关系陷入危机。陈独秀、鲍罗廷不得不对国民党右派妥协。5月15日至22日，国民党二届二中全会在广州召开，张静江、吴稚晖、孙科等提出《整理党务案》，规定国民党各级领导机构内中共党员不得超过三分之一。
5月21日在二中全会上还通过北伐决议。

## 二届四中全会
1928年2月2日至7日，二届四中全会在南京召开，通过《整理各地党务案》、《制止共产党阴谋案》等决议。全会废除联俄联共政策，并改组国民党中央及国民政府，组成了以蒋介石为主席的军委会、任组织部长的中央党部。此外，会议还决定限期完成北伐，并排斥了汪精卫派系。为抵制二届四中全会，汪精卫派建立了“改组派”。
1928年2月3日中国国民党第二届四中全会，增补中央执行委员：
- 白云梯（1894-1980，内蒙古喀喇沁中旗），内蒙古执行委员会委员长 蒙古宣慰使
- 周启刚（1887-1978，广东南海），军委会经理处党代表兼总司令部经理处党代表
- 黄实（1885-?，云南楚雄），江西省政府委员兼财政厅厅长 第五路军总指挥部参谋长
- 王乐平（1884-1930，山东诸城），全国国民促进会常委
- 陈嘉佑（1881-1937，湖南湘阴），第十三军军长
- 朱霁青（1882-1955，辽宁北镇），组织国民革命军东北军总司令部
- 丁超五（1883-1967，福建邵武），福建省政府委员兼建设厅厅长 公路局局长
- 何应钦（1889-1987，贵州兴义），国民革命军总司令部参谋长
- 陈树人（1883-1948，广东番禺），广东省政府委员兼民政厅厅长
- 褚民谊（1884-1946，浙江吴兴），上海中法工业专门学校校长

## 二届五中全会
1928年8月8日至15日，在南京召开二届五中全会，通过《政治问题决议案》和《整理军事案》，任命蒋介石为国民政府主席。通过《依照总理主张训政时期颁布约法决议案》。
1928年8月8日增補中央執行委員：
- 繆斌（1899-1946，江蘇無錫），總司令部軍需局局長